# Cdk-активирующая киназа
Cdk-активи́рующая кина́за (англ. Cdk-activating kinase, CAK) — фермент подкласса протеинкиназ, активирующий циклин-зависимую киназу (Cdk) путём фосфорилирования аминокислотного остатка треонина в каталитической области циклин-зависимой киназы. Одной из основных функций CAK-киназы является участие в активации Cdk, и, как следствие, участие в регуляции клеточного цикла. Ещё одна значимая функция CAK-киназы — участие в генной транскрипции.
В процессе активации Cdk воздействие CAK-киназы может осуществляться как до объединения Cdk с циклином, так и после. Причём фосфорилирование со стороны CAK-киназы рассматривается как посттрансляционная модификация, необходимая для функционирования Cdk, так как в активации Cdk ключевым событием является присоединение циклина, а не фосфорилирование с участием CAK-киназы.

## Строение
Строение CAK-киназы отличается значительным разнообразием у представителей разных видов. У позвоночных и дрозофилы Cdk-активирующая киназа представляет собой комплекс из трёх субъединиц: каталитической субъединицы — циклин-зависимой киназы Cdk7; активирующей субъединицы — циклина H; а также третьей субъединицы Mat1. Стоит отметить, что Cdk7 в составе CAK-киназы имеет важное отличие от остальных представителей семейства циклин-зависимых киназ — для активации комплекса Cdk7-циклин H достаточно присоединения субъединицы Mat1.
У почкующихся дрожжей функции CAK выполняет протеинкиназа Cak1, а дрожжевой гомолог Cdk7, называющийся Kin28, не участвует в активации циклин-зависимых киназ. Для делящихся дрожжей характерны два типа CAK-киназ: во-первых, комплекс Mcs6-Mcs2, гомологичный комплексу Cdk7-циклин H у млекопитающих; во-вторых, протеинкиназа Csk1, сходная с протеинкиназой почкующихся дрожжей — Cak1.
| Вид             | Название | Альтернативное название | Комментарий                                                |
| --------------- | -------- | ----------------------- | ---------------------------------------------------------- |
| S. cerevisiae   | Cak1     | Civ1                    | Мономер без субъединицы циклина                            |
| S. cerevisiae   | (Kin28)  |                         | (Cdk7-подобная киназа, не обладающая CAK-активностью)      |
| S. pombe        | Csk1     |                         | Мономер, подобный Cak1                                     |
| S. pombe        | Mcs6     |                         | Cdk7-подобная киназа, формирующая комплекс с циклином Mcs2 |
| D. melanogaster | Cdk7     |                         | Формирует тримерный комплекс с циклином H и Mat1           |
| X. leavis       | Cdk7     | MO15                    | Формирует тримерный комплекс с циклином H и Mat1           |
| H. sapiens      | Cdk7     |                         | Формирует тримерный комплекс с циклином H и Mat1           |

## Функции

### Активация Cdk
Cdk-активирующая киназа относится к подклассу ферментов протеинкиназ и модифицирует циклин-зависимые киназы (англ. Cdk) путём фосфорилирования аминокислотного остатка треонина в составе теломерной петли каталитической области циклин-зависимой киназы. Активность CAK-киназы на протяжении всего клеточного цикла остаётся на постоянно высоком уровне и при этом не регулируется ни одной из известных систем контроля клеточного цикла. Таким образом, процесс фосфорилирования со стороны CAK-киназы рассматривается как посттрансляционная модификация, необходимая для функционирования Cdk, так как в активации Cdk ключевым событием является присоединение циклина, а не фосфорилирование с участием CAK-киназы.
В процессе активации Cdk воздействие CAK-киназы может осуществляться как до объединения Cdk с циклином, так и после. К примеру, в клетках млекопитающих фосфорилирование со стороны CAK-киназы осуществляется только после соединения субъединиц циклина и Cdk в единый циклин-киназный комплекс. Противоположная последовательность активации Cdk наблюдается у почкующихся дрожжей — фосфорилирование Cdk с участием CAK-киназы протекает до связывания циклина.
Установленными субстратами CAK-киназы Cdk7-циклин H-Mat1 являются: Cdk1, Cdk2, Cdk4, Cdk6.

### Регуляция транскрипции
Помимо активации циклин-зависимых киназ, CAK-киназа также участвует в регуляции транскрипции. У некоторых позвоночных, например, комплекс Cdk7-циклин H-Mat1 входит в состав транскрипционного фактора II H (англ. transcription factor II H, TFIIH). Транскрипционный фактор II H, в свою очередь, входит в состав преинициаторного комплекса, который участвует в инициации генной транскрипции с привлечением РНК-полимеразы II. У почкующихся дрожжей CAK-киназа Cak1 косвенно влияет на генную транскрипцию посредством фосфорилирования и активации киназы Kin28, которая взаимодействует с дрожжевым транскрипционным фактором TFIIH. Наконец, два типа CAK-киназ делящихся дрожжей — Mcs6-Mcs2 и Csk1 — способны влиять на транскрипцию, соответственно, и напрямую, и косвенным образом.